# Lufwanyama
Lufwanyama – miasto w południowej Zambii, w Prowincji Pasa Miedzionośnego, siedziba Dystryktu Lufwanyama.
Miasto znajduje się nad rzeką Lufwanyama (dopływ Kafue).
Lufwanyama znajduje się w przemysłowej części Zambii, gdzie głównie wydobywa się miedź. Lufwanyama jest słabo rozwinięta i nie ma infrastruktury, dróg asfaltowanych i szpitala. W mieście funkcjonuje Zambia National Commercial Bank – największy dostawca usług finansowych w kraju.